# Halichoeres iridis
 Halichoeres iridis és una espècie de peix de la família dels làbrids i de l'ordre dels perciformes.

## Morfologia
Els mascles poden assolir els 11,5 cm de longitud total.

## Distribució geogràfica
Es troba a les costes de l'Àfrica oriental fins a KwaZulu-Natal (Sud-àfrica). També a Madagascar i a les Seychelles.